# Week-end (film, 2013)
Pour les articles homonymes, voir Week-end.
Pour plus de détails, voir Fiche technique et Distribution.
Week-end est un film policier néo-noir russe réalisé par Stanislav Govoroukhine et sorti en 2013.
Il s'agit d'une adaptation du roman Ascenseur pour l'échafaud (1956) de l'écrivain français Noël Calef, qui a déjà été adapté au cinéma en 1957 par le réalisateur français Louis Malle en 1957. L'action du roman a été transposée à notre époque, dans une grande ville russe, avec d'autres personnages et une intrigue différente - l'auteur de l'adaptation du texte du roman et du film est Stanislav Govoroukhine.

## Synopsis
Le dernier jour de la semaine de travail, Igor Lebedev (Maxime Matveïev), directeur financier d'un grand holding, tue Grigoriev (Viktor Sergatchiov), le commissaire aux comptes de la société, dans son bureau afin de dissimuler ses machinations financières criminelles, dont Grigoriev avait eu vent. Après avoir simulé le suicide du commissaire, Lebedev quitte le bureau et s'apprête à se débarrasser de l'arme. En partant, il oublie des papiers importants sur le bureau et, lorsqu'il revient les chercher, il reste coincé dans l'ascenseur et est contrait d'y rester tout le week-end. Il n'essaie pas d'appeler à l'aide lorsqu'il entend les agents de sécurité faire le tour des étages le samedi.
Le lundi, il est libéré de sa réclusion et immédiatement accusé du meurtre des touristes suédois Ralph et Maria Johansson (Saulius Balandis et Olga Dykhovitchnaïa), dont les cadavres ont été découverts la veille. Lebedev est confronté à un dilemme : soit avouer le meurtre du commissaire et obtenir ainsi un alibi en béton dans l'affaire Johansson, soit ne pas avouer, mais assumer la culpabilité de quelqu'un d'autre.
La situation se complique encore lorsque Lebedev, après avoir craqué, avoue le meurtre du commissaire aux comptes, mais la police ne le croit pas : en tuant le commissaire aux comptes, Lebedev a tout arrangé si habilement qu'il ne peut plus fournir à l'enquête aucune preuve qui l'aiderait à se dissocier du meurtre des époux Johansson et à prouver sa culpabilité dans le crime qu'il a réellement commis.

## Fiche technique
- Titre original et français : Week-end[2],[3]
- Réalisation : Stanislav Govoroukhine
- Scénario : Stanislav Govoroukhine, Ksenia Stepanytcheva (ru)
- Photographie : Iouri Klimenko (ru)
- Musique : Artiom Vassiliev (ru)
- Décors : Valentin Guidoulianov
- Production : Stanislav Govoroukhine, Iekaterina Maskina
- Sociétés de production : Mosfilm, Vertikal
- Pays de production :  Russie
- Langues originales : russe
- Format : Noir et blanc
- Genre : film policier néo-noir
- Durée : 97 minutes
- Dates de sortie :
  - Russie : 2 juin 2013 (Kinotavr) ; 16 octobre 2014 (sortie nationale

## Distribution
- Maxime Matveïev : Igor Alekseïevitch Lebedev
- Viktor Soukhoroukov : Viktor Ivanovitch Makovski
- Ioulia Peressild : Inga
- Iekaterina Gousseva : Janna Vassilievna
- Alexandre Domogarov : Ivan Vassilievitch
- Viktor Sergatchiov (ru) : Ievgueni Grigoriev
- Viatcheslav Tchepourtchenko (ru) : Max, le pirate de l'air
- Ioulia Khlynina : Sonia, la fille de Max
- Saulius Balandis (lt) : Ralph Johansson
- Olga Dykhovitchnaïa : Maria Johansson
- Aleksandr Dobrovinski (ru) : Lebedev, l'avocat
- Marina Orlova : Marie, la chanteuse de jazz

## Accueil critique
En raison de l'accueil inhabituel, selon le réalisateur, du public lors des premières projections, Govoroukhine a déclaré aux journalistes qu'il n'avait plus envie de faire du cinéma et que, selon lui, il s'agissait de son dernier film.
« Люди смеялись. Я не предполагал такой реакции. Я показал фильм в трёх аудиториях, случайных, чтобы посмотреть, как будут принимать. В том числе на „Кинотавре“ — реакция везде одинаковая. Когда я впервые услышал смех в зале, меня это удивило и обидело. Неожиданная реакция публики… Сейчас не хочу снимать кино. А потом — посмотрим! »
— Stanislav Govoroukhine,

« Les gens ont ri. Je n'avais pas prévu ce genre de réaction. J'ai projeté le film dans trois salles, au hasard, pour voir comment il serait reçu. Y compris à Kinotavr - la réaction a été la même partout. Lorsque j'ai entendu pour la première fois des rires dans le public, j'ai été surpris et offensé. La réaction inattendue du public... Maintenant, je n'ai plus envie de faire un film. Et puis, on verra bien ! »
Par la suite, il a poursuivi sa carrière de réalisateur.